# Euproctoides crausis
Euproctoides crausis är en fjärilsart som beskrevs av Druce 1884. Euproctoides crausis ingår i släktet Euproctoides och familjen tofsspinnare. Inga underarter finns listade i Catalogue of Life.